# Margamekar (Pangalengan)
Margamekar is een bestuurslaag in het regentschap Bandung van de provincie West-Java, Indonesië. Margamekar telt 8048 inwoners (volkstelling 2010).